# فردی کادی اوغلو
فردی کادی اوغلو (انگلیسی: Ferdi Kadıoğlu؛ زادهٔ ۷ اکتبر ۱۹۹۹) فوتبالیست حرفه‌ای است که در پست‌های مدافع کناری، هافبک، وینگر برای باشگاه فوتبال برایتون اند هوو آلبیون در لیگ برتر فوتبال انگلستان بازی می‌کند. او در هلند به دنیا آمده و برای تیم ملی فوتبال ترکیه بازی می‌کند.

## دوران حرفه‌ای

### باشگاه فوتبال ان‌ئی‌سی نایمخن

#### فصل 2016-2017
کادی اوغلو سالهای ابتدایی حرفه‌ای خود را در باشگاه فوتبال ان‌ئی‌سی نایمخن سپری کرد. در 28 آگوست 2016، او دوران حرفه‌ای خود را به عنوان بازیکن تعویضی در آخرین دقایق بازی برابر باشگاه فوتبال آزد آلکمار در باخت 2-0 آغاز کرد. در اولین سال حرفه‌ای خود در 27 بازی (9 بازی در ترکیب اولیه) لیگ برتر فوتبال هلند، 4 گل زد و 4 پاس گل داد. نایمخن فصل را با رتبه‌ی 16 به پایان رساند و بعد از مسابقات پلی آف به لیگ دسته اول فوتبال هلند سقوط کرد. کادی اوغلو همچنین 3 بازی پلی آف را بازی کرد.

#### فصل 2017-2018
در دومین سال حرفه‌ای خود با تیم، کادی اوغلو عنصر کلیدی ترکیب تیم باقی ماند. او در 34 بازی لیگ دسته اول فوتبال هلند (31 بازی از آغاز) 7 گل زد و 12 پاس گل داد. نایمخن فصل را در جایگاه سومی به پایان رساند اما بعد از باخت در بازی پلی آف برابر باشگاه فوتبال امن نتوانست به لیگ برتر صعود کند. کادی اوغلو همچنین در 3 بازی دور دوم پلی آف صعود به لیگ برتر بازی کرد.